# Códec de video
Un códec de video es un tipo de códec que permite comprimir y descomprimir video digital. Normalmente los algoritmos de compresión empleados conllevan una pérdida de información. 
El problema que se pretende acometer con los códecs es que la información de video es bastante ingente en relación con lo que un ordenador normal es capaz de manejar. Es así como un par de segundos de video en una resolución apenas aceptable puede ocupar un lugar respetable en un medio de almacenamiento típico (disco duro, CD, DVD) y su manejo (copia, edición, visualización) puede llevar fácilmente a sobrepasar las posibilidades de dicho ordenador o llevarlo a su límite.
Es así como se ha preferido construir y ocupar estos algoritmos de compresión y descompresión en tiempo real: los códecs. Su finalidad es obtener un almacenamiento sustancialmente menor de la información de video. Esta se comprime en el momento de guardar la información hacia un archivo y se descomprime, en tiempo real, durante la visualización. Se pretende, por otro lado, que el proceso sea transparente para el usuario, es decir, que no intervenga o lo haga lo menos posible.
Existe un complicado equilibrio entre la calidad de video, la cantidad de datos necesarios para representarlo (también conocida como tasa de bits), la complejidad de los algoritmos de codificación y decodificación, la robustez frente a las pérdidas de datos y errores, la facilidad de edición, la posibilidad de acceder directamente a los frames, y otros factores. 
Entre los diversos tipos de codecs podemos reseñar: Xvid, Theora, RealVideo, WMV, MPEG-1, MPEG-2, MPEG-4, H264, ON2...